# マキモサウルス
マキモサウルス（学名：Machimosaurus）は、後期ジュラ紀から前期白亜紀にかけて生息した、絶滅したマキモサウルス科に属するワニ形上目の属。タイプ種 Machimosaurus hugii はスイスで発見されており、他の化石はイングランド、フランス、ポルトガル、チュニジアなどから産出している。Machimosaurus rex は命名されたタラットスクス亜目の中で最大の種であり、頭蓋骨長は155センチメートルに達し、全長は7.15メートルと推定されている。

## 発見と命名

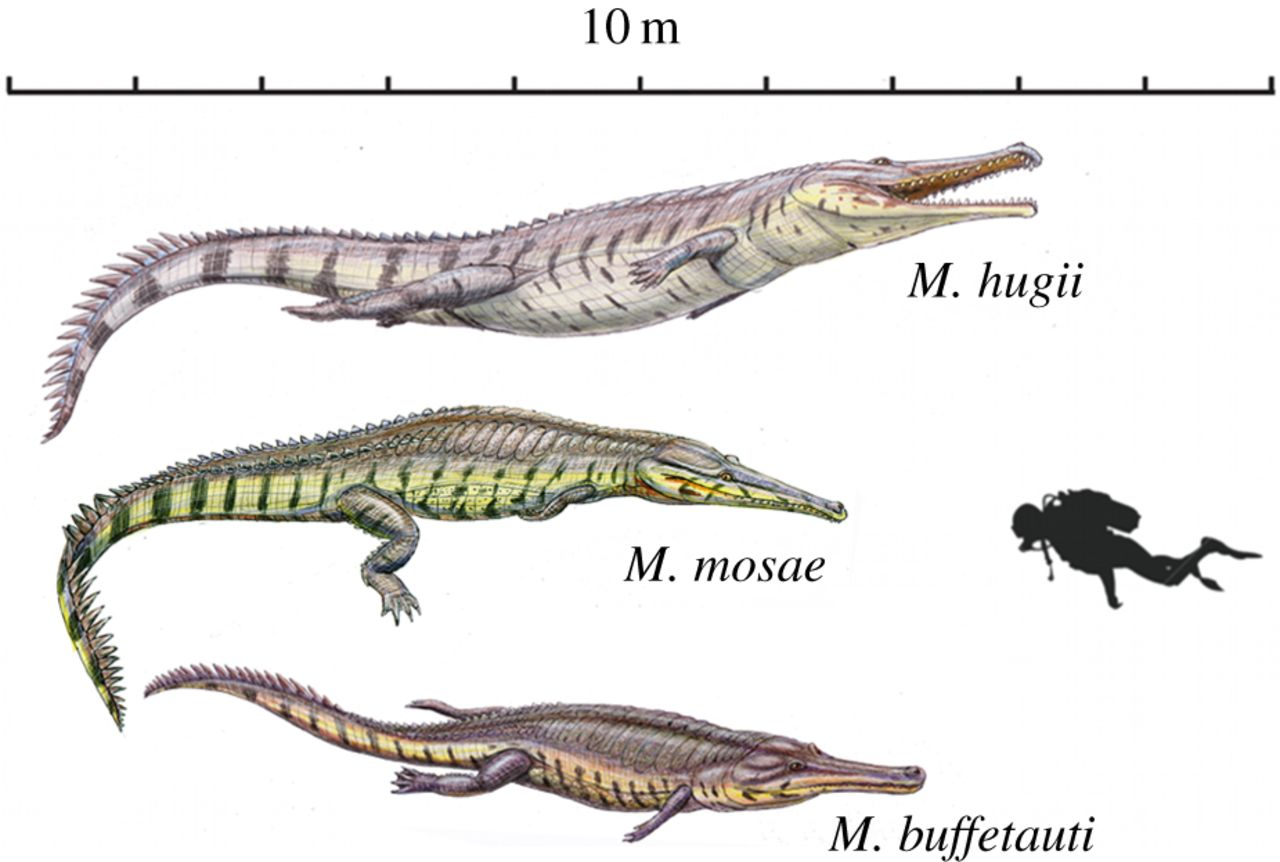
ヨーロッパ産の3種のイラスト

1837年、スイス産の標本に基づき、ヘルマン・フォン・マイヤーは縦方向に無数の筋の入った単離した鋭利でない円錐形の歯を Madrimosaurus hugii と命名した。しかし、1838年に彼はスペルミスに気付き、Madrimosaurus を Machimosaurus として訂正した。属名はプトレマイオス朝時代の古代エジプトの軍隊 machimoi に接尾辞の -saurus を加えたものであり、「好戦的なトカゲ」を意味する。マキモサウルスの歯は丸みを帯びた鈍い先端部と頑強な形態を特徴としており、この形質状態に基づいて他のテレオサウルス科の歯から容易に識別が可能である。
タイプ種 M. hugii はスペイン、ポルトガル、チュニジア、スイスの上部ジュラ系キンメリッジアン階から知られる。Machimosaurus ferox と M. interruptus はかつて M. hugii のジュニアシノニムと考えられていたが、後には Machimosaurus mosae のシノニムの可能性があると考えられてもいる。
Krebs (1967) は M. mosae (Lienard, 1876) が M. hugii のジュニアシノニムであると考えたが、その後はフランスの上部キンメリッジアン階から産出したほぼ完全な骨格に基づき、有効な第二の種であると考えられている。フランスのバトニアン階から産出した M. bathonicus と M. rigauxi もマキモサウルスに分類されているが、マキモサウルスに特徴的な鈍い歯を欠くため、ステネオサウルスに分類する見解もある。

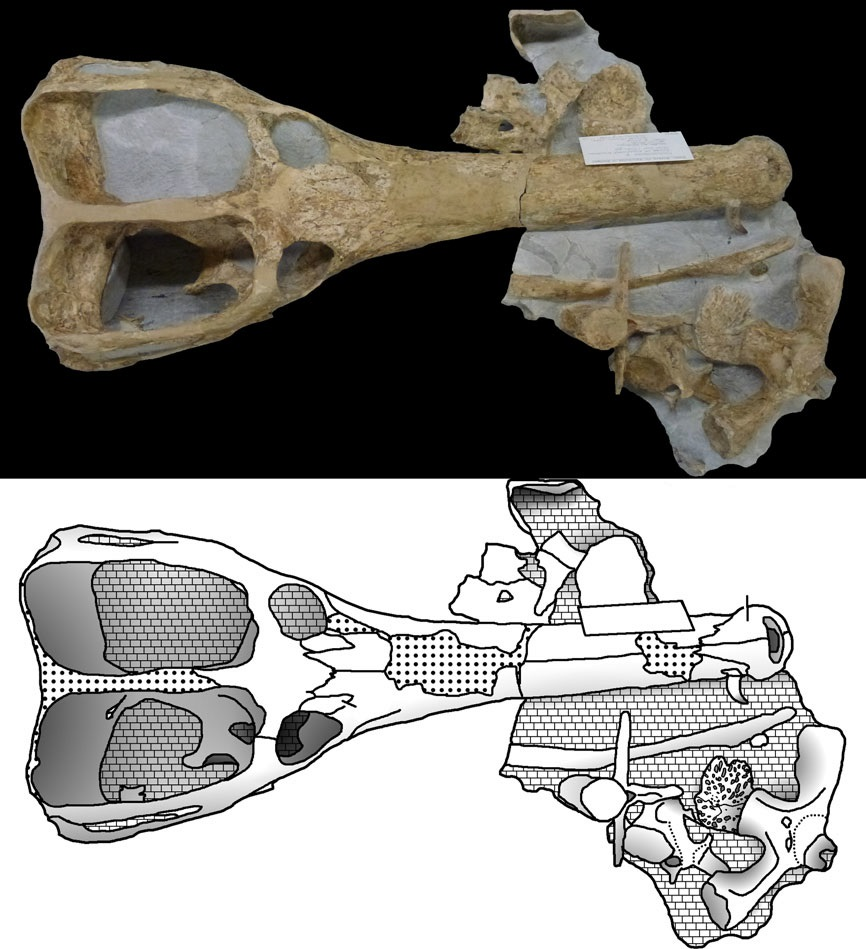
頭蓋骨

マーク・ヤングらは本属の再評価を行い、本属において4つの種を認めた。エチオピアのHarrarから産出した M. hugii と M. mosae および M. nowackianus、そして新種の Machimosaurus buffetauti である。彼らは、マキモサウルスと漸新世から完新世にかけてのクロコダイル属との類似性を指摘し、海洋による地理的隔離を乗り越えるのに向いた大型の体躯をもつ一種と、属全体の分布域から見れば限定的な生息域しか持たないそれ以外の種が居た可能性を示唆した。
エチオピアの上部ジュラ系から産出した下顎の前側部の化石はプリオサウルス類のシモレステスに分類されたが、実際にはマキモサウルス属の大型の種であった。
2016年には、チュニジアのDouiret層から産出した新種のマキモサウルスが記載され、Machimosaurus rex と命名された。本種は記載当時において最大のテレオサウルス上科の爬虫類であり、頭蓋骨長は155センチメートルに達し、部分的な骨格に基づいて全長は9.6メートルと推定された。しかし、後の研究では M. rex は M. hugii と共に全長の推定値を縮小され、前者は全長7.15メートル、後者は6.9メートルとして見積もられた。なお、M. rex はマキモサウルス属において最も新しい時代の種でもあり、テレオサウルス上科のワニ形類は白亜紀において生物多様性を回復こそしなかったものの、後期ジュラ紀末の絶滅事変を生き延びたことが示唆された。
なお、マキモサウルスには分類されていないものの、コロンビアのバレミアン階からは不完全なテレオサウルス上科の化石が産出している。属種未定ではあるものの、推定全長には9.6メートルという数値を与えられており、ワニ形類の中でも大型の個体となる。

## 古生物学

### ニッチ分割
ドイツのニーダーザクセン州のOkerに分布するキンメリッジアンの堆積物からは、2属のテレオサウルス科（ステネオサウルスとマキモサウルス）に加え、新鰐類に属するゴニオフォリスとテリオスクスが知られている。マキモサウルスとステネオサウルスは共にフランス西部に分布する同じチトニアン期の堆積物からも発見されている。

### 食性

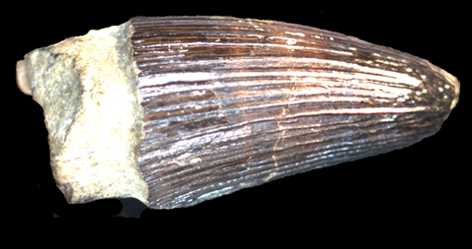
歯

スイスから産出した前期キンメリッジアン期の竜脚類（ケティオサウリスクス）の大腿骨には、Machimosaurus hugii の歯と合致する噛み跡が発見されており、また産出層準も一致する。このことから、マキモサウルスは竜脚類の死骸を漁っていたか、あるいは水辺で積極的な捕食行動を取っていたことが示唆される。スイス北部から産出したキンメリッジアン期のカメの化石にも噛み跡があり、またマキモサウルスの歯の破片が挿入されている。ドイツから産出した後期ジュラ紀のカメの化石にも噛み跡があり、同じ堆積物から発見されたマキモサウルスの歯と合致する。
マキモサウルスの頭蓋骨の形態機能学的解析からは、彼らがカメを捕食したことが強く示唆される。これらの歯の形態学的比較でも、マキモサウルスは硬い獲物を捕獲して破砕することに適応していたことが確かめられている。

### 移動
椎骨の関節に基づき、マキモサウルスは開けた海に生息し、尾を水平方向にうねらせて遊泳し、また四肢を舵取りやバランスの調整に用いていたと考えられている。頭部と頸部では下方に運動させる筋肉がよく発達しており、それらの筋肉が頭蓋骨に付着する部位（基後頭結節）は大型化していた。これらの形質状態は、マキモサウルスの潜水に大きく寄与したと考えられる。